# Tortula lacerifolia
Tortula lacerifolia là một loài rêu trong họ Pottiaceae. Loài này được R.S. Williams mô tả khoa học đầu tiên năm 1916.